# غاري بويد (لاعب غولف)
غاري بويد (بالإنجليزية: Gary Boyd)‏ هو لاعب غولف بريطاني، ولد في 4 أكتوبر 1986 في بانبوري في المملكة المتحدة.

## وصلات خارجية
- غاري بويد على موقع رابطة أوروبا للاعبي الغولف المحترفين (الإنجليزية)
- غاري بويد على موقع التصنيف العالمي الرسمي للغولف (الإنجليزية)